# Институт Пастера (Сан-Паулу)
Институт Пастера (порт. Instituto Pasteur) — исследовательский институт в городе Сан-Паулу, связанный с Секретариатом здравоохранения штата Сан-Паулу, часть международной сети Института Пастера. Его здание находится на проспекте Паулиста, 393.
Институт посвящён исследованиям по созданию вакцины против бешенства, а также и других инфекционных болезней. Он был основан в 1903 году, его первым директором был Игнасио Воллас да Гама Кокрэн. Второй директор, Антониу Карине, сместил акцент на общие исследования по бактериологии и патологии животных, консолидировав для института ресурсы частных компаний. Институт работает в области здравоохранения и входит в Панамериканскую организацию здравоохранения (OPAS) и муниципальную организацию здравоохранения (OMS). Институт является центром координации программ предотвращения бешенства южноамериканских стран. Здесь проходят практику специалисты из других южноамериканских стран и ставят лабораторные тесты на бешенство.